# Какауаталь (Веракрус)
Какауаталь (исп. Cacahuatal) — посёлок в восточной части Мексики, на территории штата Веракрус. Входит в состав муниципалитета Аматлан-де-лос-Рейес.

## Географическое положение
Какауаталь расположен на востоке центральной части штата, к югу от реки Хамалы, на расстоянии приблизительно 74 километров к югу от города Халапа-Энрикеса, административного центра штата. Абсолютная высота — 577 метров над уровнем моря.

## Население
Согласно данным, полученным в ходе проведения официальной переписи 2005 года, в посёлке проживало 1442 человека (669 мужчин и 773 женщины). Насчитывалось 352 дома. По возрастному диапазону население распределилось следующим образом: 39,3 % — жители младше 18 лет, 49,7 % — между 18 и 59 годами и 11 % — в возрасте 60 лет и старше. Уровень грамотности среди жителей старше 15 лет составлял 87,8 %.
По данным переписи 2010 года, численность населения Какауаталя составляла 1609 человек. Динамика численности населения посёлка по годам:
| 2000 | 2005 | 2010 |
| ---- | ---- | ---- |
| 1579 | 1442 | 1609 |